# Minimapa

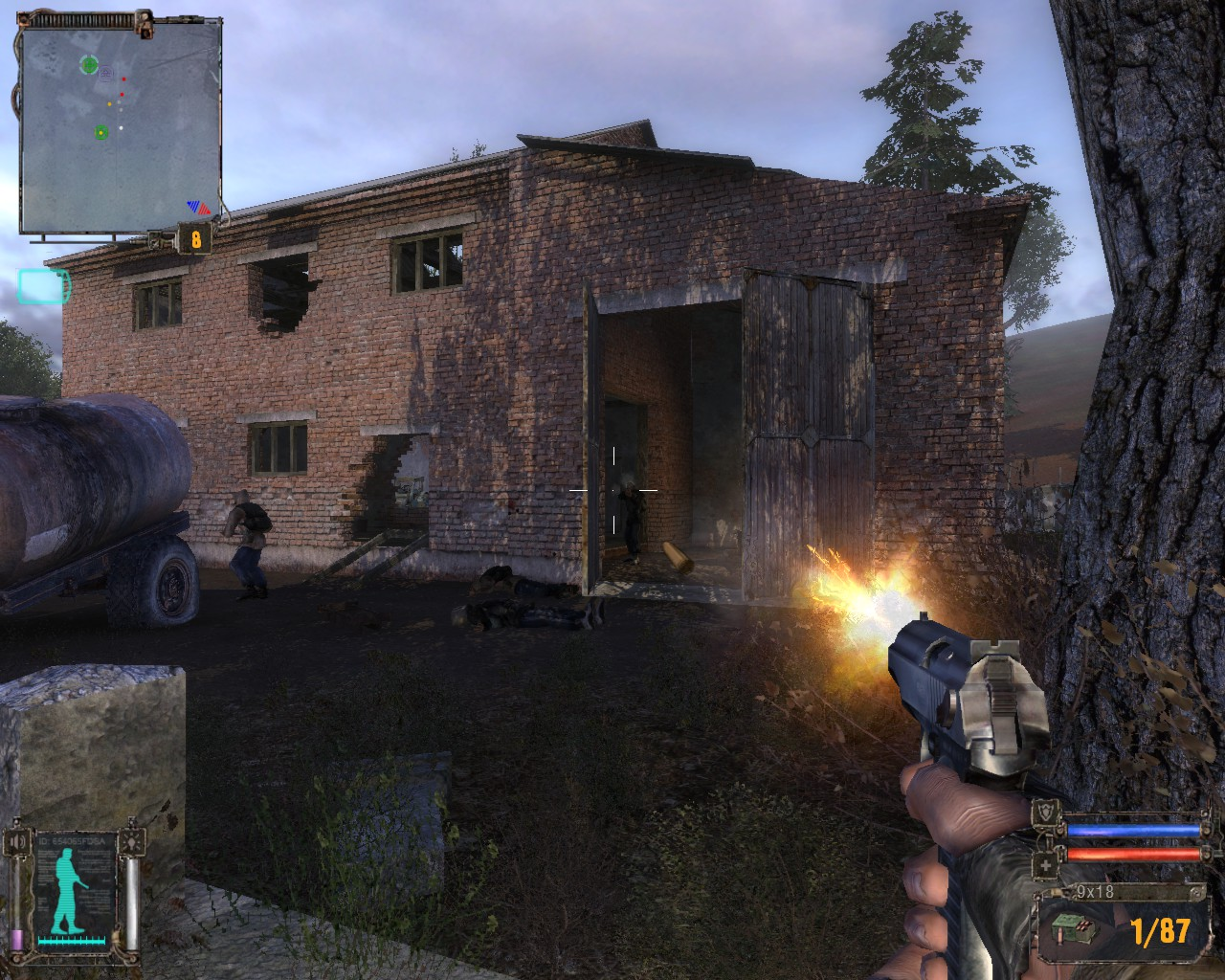
Zrzut ekranu z gry z minimapą widoczną w lewym górnym rogu

Minimapa (także: radar lub miniradar) – element interfejsu (HUD) gier komputerowych, najczęściej okrągły lub kwadratowy, często umieszczony w rogu ekranu, mający za zadanie pomóc graczowi zorientować się w otoczeniu. Z reguły minimapa zajmuje niewielki fragment ekranu (od pięciu do dziesięciu procent) i przedstawia tylko najbliższy obszar. Wyświetlane na niej elementy różnią się w zależności od gry, często są to: pozycja gracza, sojusznicze lub wrogie jednostki bądź struktury i cele misji. Wielkość minimapy, wyświetlany na niej obszar bądź nanoszone na nią informacje w niektórych grach ustalone mogą zostać przez gracza. W większości przypadków, tak jak na prawdziwej mapie, u góry minimapy znajduje się kierunek północy.
W wielu grach korzystających z minimapy początkowo jest ona niewidoczna, zasłonięta przez mgłę wojny, a uzupełnia się automatycznie wraz z postępami gracza i odkrywaniem przez niego kolejnych obszarów świata – kiedy odkryje jakiś region, jest on nanoszony na minimapę. W komputerowych grach strategicznych, takich jak np. Warcraft III: Reign of Chaos, minimapa często jest elementem interaktywnym, stanowiącym pomniejszoną wersję mapy całego świata i pokazującym tylko ten jego fragment, w którym obecnie znajduje się gracz. Minimapę taką można jednak przesuwać, żeby jednym kliknięciem w nią szybko przenieść się w inny obszar, bez konieczności przesuwania dużej mapy.